# Marshall Wayne
Marshall Wayne (n. 25 mai 1912, Saint Louis, Missouri, SUA – d. 16 iunie 1999, Carolina de Nord, SUA) a fost un săritor în apă ce a reprezentat Statele Unite ale Americii, medaliat olimpic. A participat la o ediție a Jocurilor Olimpice (1936) în care a câștigat o medalie de aur și o medalie de argint.